# 菲丽普
菲丽普（Flip）是一类鸡尾酒，要在配料中加入一个鸡蛋黄，一起摇，摇后倒入鸡尾酒杯，（一种有高脚，上部是40度左右倒置的正圆锥体杯子）。上面要撒少许肉豆蔻粉。是国际调酒师协会指定比赛的鸡尾酒。
- 白兰地菲丽普（Brandy Flip）
- 波特菲丽普（Porto Flip）
- 雪利菲丽普（Sherry Flip）
- 死亡菲丽普（Death Flip）